# Emoglobina fetale

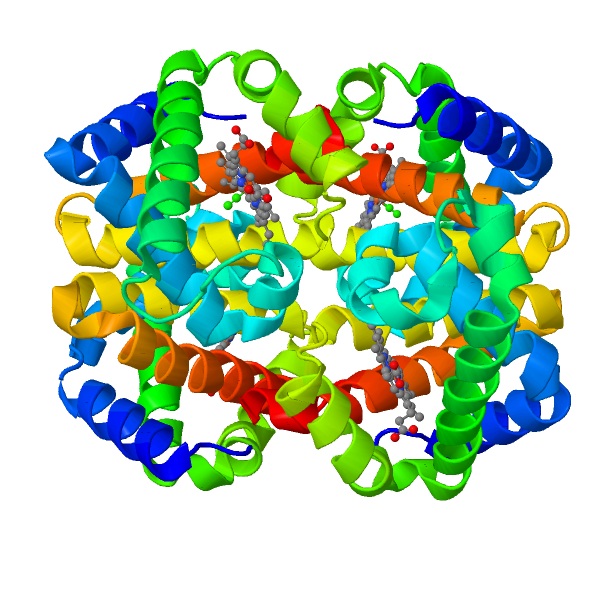
Immagine tridimensionale della struttura dell'emoglobina fetale

L'emoglobina fetale (emoglobina F o HbF) è un'emoproteina, presente nel sangue del feto.
Rispetto all'emoglobina adulta la catena beta è sostituita da una catena gamma, così facendo l'istidina (carica positivamente) viene sostituita dalla serina (gruppo alcolico nella catena laterale, pka circa 12). L'istidina è l'aminoacido responsabile del legame con il 2,3-bisfosfoglicerato (BPG) e quindi l'emoglobina fetale non può legarlo, permettendo una maggiore affinità per l'ossigeno materno.
Successivamente alla nascita l'emoglobina fetale viene sostituita dall'emoglobina A e A2. Qualora questa permanga nell'individuo la sua maggiore affinità per l'ossigeno causerà una maggiore difficoltà a rilasciare ossigeno ai tessuti periferici, con conseguente elevato rischio di ipossia.